# Alphonse Areola
Alphonse Francis Aréola (pronunciación en francés: /alfɔ̃s aʁeɔla/; París, Isla de Francia, Francia, 27 de febrero de 1993) es un futbolista francés que juega como portero en el West Ham United F. C. de la Premier League de Inglaterra.

## Trayectoria

### París Saint-Germain

#### Inicios

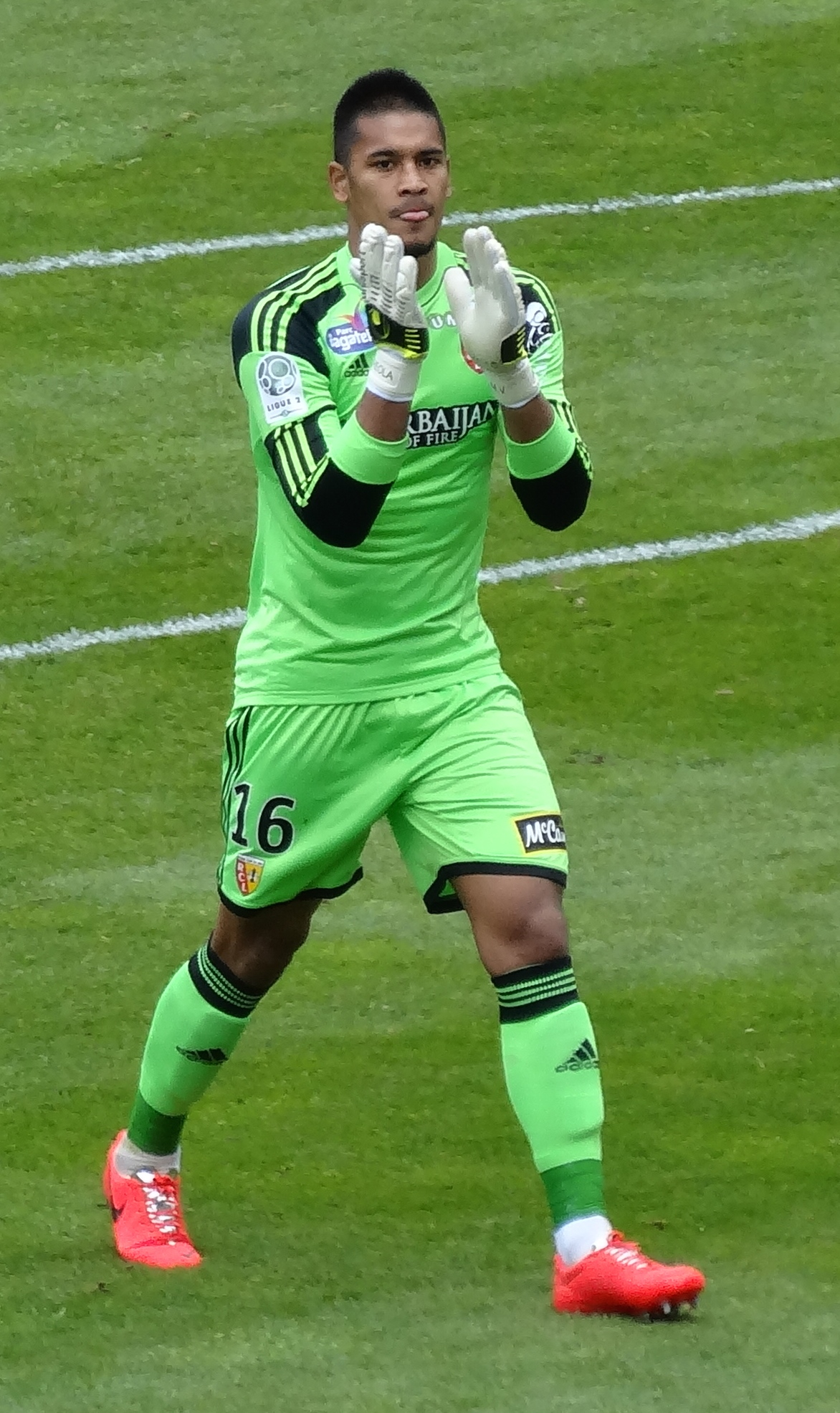
Areola jugando por el R. C. Lens en 2014.

Areola empezó su carrera en las categorías inferiores del Petits Anges del 2002 al 2006. Llegó al París Saint-Germain en 2006. A los 15 años fue enviado al Centro Técnico Nacional Fernand Sastre por una temporada. Regresó al club parisino en 2009 y firmó su primer contrato profesional en julio de ese año por tres años.
El 18 de mayo de 2013 debutó profesionalmente en la victoria por 3-1 ante el Stade Brestois, entró al minuto 48 en reemplazo del titular Salvatore Sirigu, en esa fecha el club ya era campeón de la Ligue 1 y su oponente ya había descendido. Su primer encuentro como titular llegó la semana siguiente, en la fecha contra el Lorient, Areola jugó los primeros 61 minutos del encuentro y fue sustituido por Ronan Le Crom.

#### Cesiones
El 23 de julio de 2013 fue enviado a préstamo al RC Lens de la Ligue 2. Areola inmediatamente desplazó al portero titular Rudy Riou, y jugó 36 encuentros durante la campaña en que el club logró el segundo lugar de la clasificación general y logró el ascenso a primera. El portero fue nombrado jugador revelación del año por la red Eurosport, por sobre nombres como N'Golo Kante y Gaëtan Bussmann.
En julio de 2014 el PSG cedió a Areola al SC Bastiais dirigido por Claude Makélélé. Llegó como reemplazo del retirado Mickaël Landreau y debutó el 9 de agosto en la derrota por 4-1 contra el Olympique de Marsella. Jugó 39 encuentros durante su préstamo en el club, y registró 13 arcos en cero. El Bastia terminó en el puesto 12 de la clasificación general y como subcampeones de la Copa de la Liga. Areola jugó esa final contra su equipo, el PSG, el encuentro terminó 4-0 a favor de los parisinos.
Volviendo al PSG en el principio de la temporada se fue cedido al Villarreal de la Primera División de España por toda la temporada, como reemplazo del gravemente lesionado Sergio Asenjo. Debutó en el primer encuentro de la temporada en el empate 1-1 contra el Real Betis. En el Villarreal, Areola registró 15 arcos en cero en 37 encuentros, y solo le anotaron 26 goles; el equipo terminó cuarto en la clasificación general. Además rompió el récord del club de 615 minutos sin conceder un gol de Diego López, Areola logró 620 minutos. En lo internacional, el francés logró llegar con su equipo a las semifinales de la Liga Europa de la UEFA, donde fueron eliminados por el Liverpool.

#### Regreso al PSG

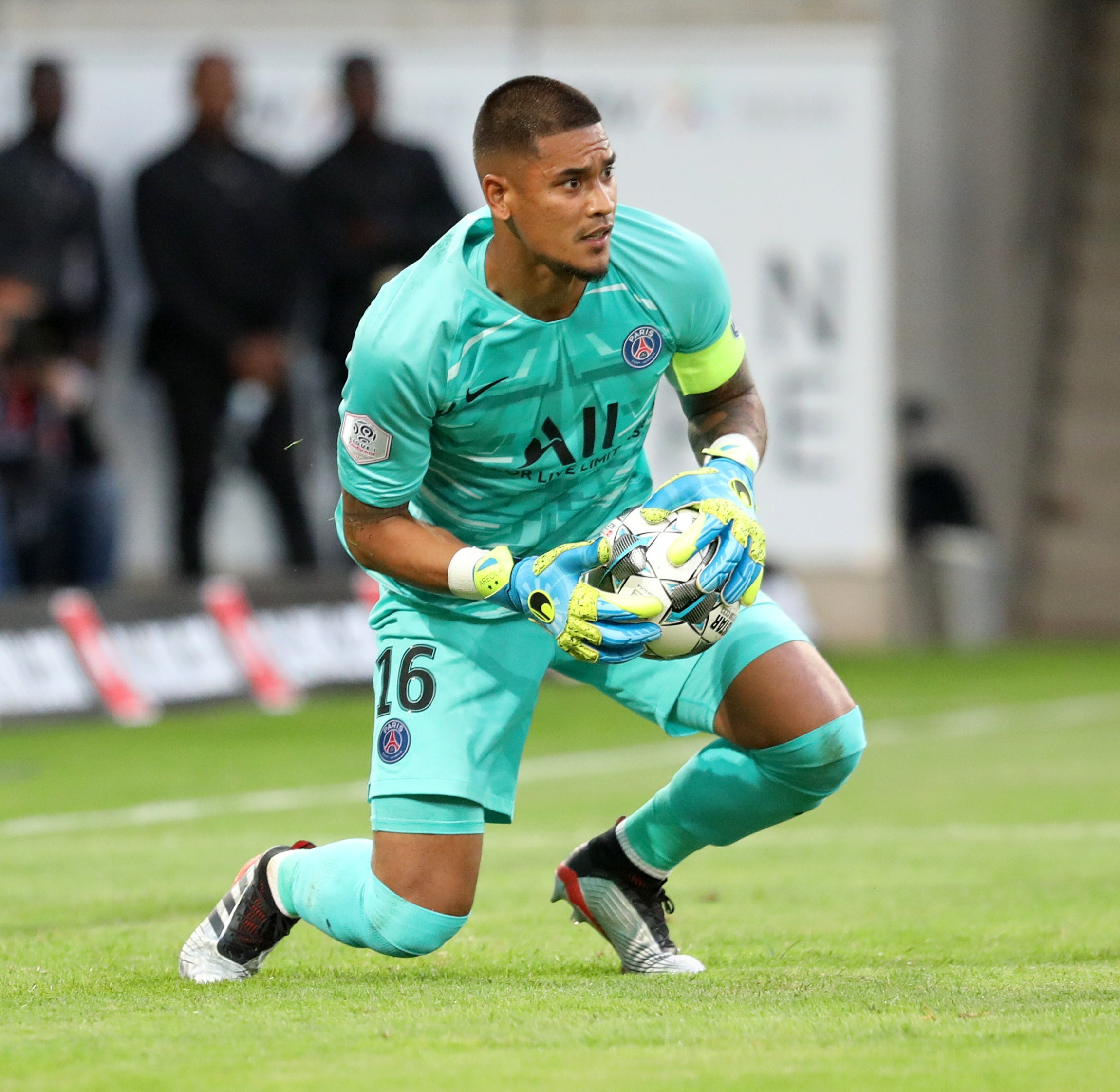
Areola jugando por el Paris Saint-Germain F. C. en 2019.

Retornó al PSG par la temporada 2016-17 de la Ligue 1. En esta nueva campaña peleó la titularidad con el alemán Kevin Trapp, fichado la temporada anterior. Volvió a jugar por el Saint-Germain el 13 de septiembre en el empate 1-1 ante el Arsenal por la Liga de Campeones. En abril del año siguiente fue suplente en la victoria por 4-1 del PSG ante el Monaco en la final de la Copa de la Liga, aunque al mes siguiente fue titular en la final de la Copa de Francia contra el Angers.
La temporada siguiente fue titular en el encuentro de la Supercopa contra el Monaco, fue victoria por 2-1 y el PSG alzó su quinto título consecutivo. Se consolidó en la titularidad en liga y competiciones europeas, dejando a Trapp en las competiciones de copas. En la Liga de Campeones, el francés solo le anotaron un gol en los primeros cinco encuentros de la fase de grupos, el PSG anotó 24 goles en estos encuentros cifra récord en la competición. Fue suplente en la final de la Copa de la Liga ante el Monaco, fue victoria por 3-0. El 15 de abril fue titular en la victoria por 7-1 sobre el Monaco que aseguró un nuevo título de la Ligue 1. El club completo su triplete esa temporada luego que el 8 de mayo derrotaran al Les Herbiers de la tercera división en la final de la Copa de Francia, Areola estuvo en la banca.
En la temporada 2018-19 rotó en la titularidad con Gianluigi Buffon, veterano arquero que fue fichado desde la Juventus. Jugó su encuentro 100 por el PSG el 21 de abril de 2019 en la victoria por 3-1 sobre el Monaco, con ese encuentro el club aseguró un nuevo título de la Ligue 1.

#### Préstamo al Real Madrid e Inglaterra
El 2 de septiembre de 2019 el Real Madrid Club de Fútbol incorporó a Areola en calidad de cedido por una temporada, como parte de la transferencia de Keylor Navas al PSG. Debutó con el equipo el 25 de septiembre frente al Club Atlético Osasuna en el Santiago Bernabéu con victoria por 2-0. El 1 de octubre debutó en la Liga de Campeones frente al Club Brujas en sustitución de Thibaut Courtois quien sufrió un mareo al descanso con el partido 0-2, y que finalizó con 2-2, sin encajar Areola ningún gol. La baja del belga le permitió disputar el siguiente encuentro de liga que finalizó con victoria por 4-2 frente al Granada Club de Fútbol en los que el francés encajó sus primeros dos goles defendiendo la portería madridista. Jugó cuatro encuentros más en La Liga que el Madrid se consagró campeón.
El 11 de agosto de 2020 regresó al equipo parisino después de que el Real Madrid C. F. anunciara la finalización de la cesión. Un mes después volvió a salir prestado y se marchó al Fulham F. C. que se guardaba una opción de compra al término de la temporada. Esta no se ejecutó pero siguió en el fútbol inglés al ser cedido al West Ham United F. C., que también tenía una opción de adquirirlo en propiedad. Una vez terminó la campaña se hizo efectiva dicha opción y firmó un contrato 2027.

## Selección nacional

### Categorías inferiores

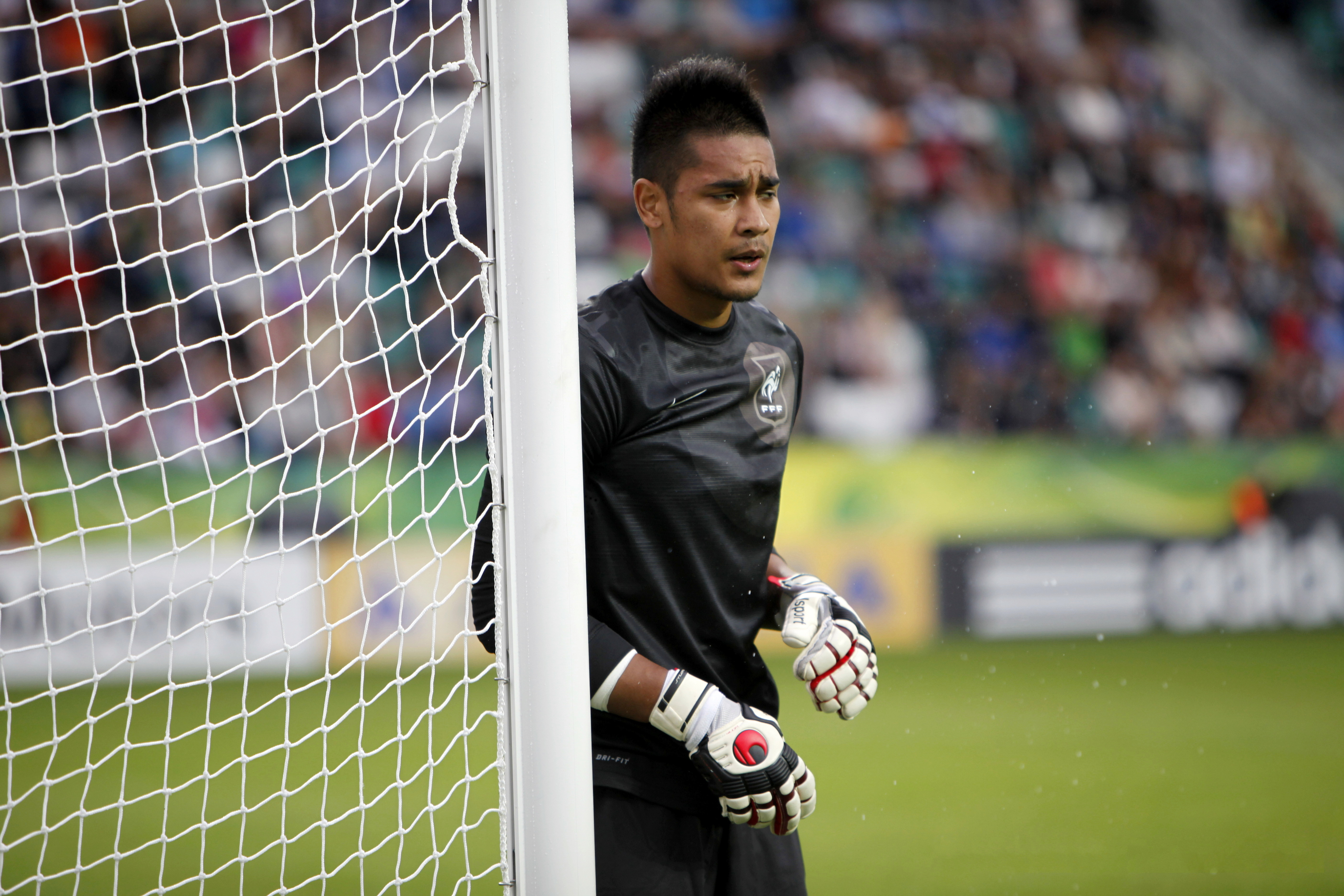
Areola jugando por Francia sub-19.

Areola representó a Francia en todas las categorías inferiores entre sub-16 y sub-21, llegando a ganar la Copa Mundial de Fútbol Sub-20 de 2013 con su respectiva selección, jugando como titular en los 7 partidos, incluyendo la final, donde fue figura en la tanda de penaltis tras atajar dos tiros.

### Selección absoluta
Pudo haber jugado para la selección de Filipinas al ser hijo de padres filipinos. El 17 de mayo de 2018 fue incluido en la escuadra francesa de la que participó en la Copa Mundial de Fútbol de 2018. Ahí serviría como tercer arquero por detrás de Hugo Lloris y Steve Mandanda, Areola no jugaría ningún partido y Francia terminaría saliendo campeona. Areola también era elegible para representar a Filipinas debido al origen de sus padres, siendo personalmente invitado en 2011 por el entrenador del equipo Dan Palami, a que considerara jugar por la selección.

#### Participaciones en Copas del Mundo
| Mundial                  | Sede    | Resultado  | Partidos | Goles |
| ------------------------ | ------- | ---------- | -------- | ----- |
| Copa Mundial Sub-20 2013 | Turquía | Campeón    | 7        | 0     |
| Copa Mundial 2018        | Rusia   | Campeón    | 0        | 0     |
| Copa Mundial 2022        | Catar   | Subcampeón | 0        | 0     |

#### Participaciones en Eurocopas
| Copa          | Sede     | Resultado   | Partidos | Goles |
| ------------- | -------- | ----------- | -------- | ----- |
| Eurocopa 2024 | Alemania | Semifinales | 0        | 0     |

## Estadísticas

### Clubes
Actualizado al último partido disputado el 19 de octubre de 2024.
| Paris Saint-Germain F. C. Francia     | 1.ª           | 2012-13       | 2   | 1   | 0  | 0  | 0  | 0  | 2   | 1   |
| R. C. Lens Francia                    | 2.ª           | 2013-14       | 35  | 31  | 1  | 1  | —  | —  | 36  | 32  |
| R. C. Lens Francia                    | Total club    | Total club    | 35  | 31  | 1  | 1  | 0  | 0  | 36  | 32  |
| S. C. Bastia Francia                  | 1.ª           | 2014-15       | 36  | 43  | 4  | 5  | —  | —  | 40  | 48  |
| S. C. Bastia Francia                  | Total club    | Total club    | 36  | 43  | 4  | 5  | 0  | 0  | 40  | 48  |
| Villarreal C. F. · España             | 1.ª           | 2015-16       | 32  | 26  | 0  | 0  | 5  | 6  | 37  | 32  |
| Villarreal C. F. · España             | Total club    | Total club    | 32  | 26  | 0  | 0  | 5  | 6  | 37  | 32  |
| Paris Saint-Germain F. C. Francia     | 1.ª           | 2016-17       | 15  | 14  | 6  | 0  | 6  | 7  | 27  | 21  |
| Paris Saint-Germain F. C. Francia     | 1.ª           | 2017-18       | 34  | 25  | 1  | 1  | 8  | 9  | 43  | 35  |
| Paris Saint-Germain F. C. Francia     | 1.ª           | 2018-19       | 21  | 17  | 7  | 4  | 3  | 6  | 31  | 27  |
| Paris Saint-Germain F. C. Francia     | 1.ª           | 2019-20       | 3   | 2   | 1  | 1  | 0  | 0  | 4   | 3   |
| Paris Saint-Germain F. C. Francia     | Total club    | Total club    | 75  | 59  | 15 | 6  | 17 | 22 | 107 | 87  |
| Real Madrid C. F. · España            | 1.ª           | 2019-20       | 4   | 5   | 3  | 5  | 2  | 1  | 9   | 11  |
| Real Madrid C. F. · España            | Total club    | Total club    | 4   | 5   | 3  | 5  | 2  | 1  | 9   | 11  |
| Fulham F. C. Inglaterra               | 1.ª           | 2020-21       | 36  | 48  | 1  | 0  | —  | —  | 37  | 48  |
| Fulham F. C. Inglaterra               | Total club    | Total club    | 36  | 48  | 1  | 0  | 0  | 0  | 37  | 48  |
| West Ham United F. C. Inglaterra      | 1.ª           | 2021-22       | 1   | 1   | 6  | 6  | 11 | 8  | 18  | 15  |
| West Ham United F. C. Inglaterra      | 1.ª           | 2022-23       | 5   | 7   | 3  | 5  | 15 | 8  | 23  | 20  |
| West Ham United F. C. Inglaterra      | 1.ª           | 2023-24       | 31  | 54  | 1  | 5  | 1  | 2  | 33  | 61  |
| West Ham United F. C. Inglaterra      | 1.ª           | 2024-25       | 8   | 14  | 0  | 0  | —  | —  | 8   | 14  |
| West Ham United F. C. Inglaterra      | Total club    | Total club    | 45  | 76  | 10 | 16 | 27 | 18 | 82  | 110 |
| Total carrera                         | Total carrera | Total carrera | 263 | 288 | 34 | 33 | 51 | 47 | 348 | 368 |
| (1) Hace referencia a goles encajados |               |               |     |     |    |    |    |    |     |     |

## Palmarés

### Títulos nacionales
| Título                     | Equipo                    | País    | Año     |
| -------------------------- | ------------------------- | ------- | ------- |
| Ligue 1                    | París Saint-Germain F. C. | Francia | 2012-13 |
| Supercopa de Francia       | París Saint-Germain F. C. | Francia | 2016    |
| Copa de la Liga            | París Saint-Germain F. C. | Francia | 2016-17 |
| Copa de Francia            | París Saint-Germain F. C. | Francia | 2016-17 |
| Supercopa de Francia       | París Saint-Germain F. C. | Francia | 2017    |
| Copa de la Liga            | París Saint-Germain F. C. | Francia | 2017-18 |
| Ligue 1                    | París Saint-Germain F. C. | Francia | 2017-18 |
| Copa de Francia            | París Saint-Germain F. C. | Francia | 2017-18 |
| Ligue 1                    | París Saint-Germain F. C. | Francia | 2018-19 |
| Supercopa de Francia       | París Saint-Germain F. C. | Francia | 2019    |
| Supercopa de España        | Real Madrid C. F.         | España  | 2020    |
| Primera División de España | Real Madrid C. F.         | España  | 2019-20 |

### Títulos internacionales
| Título                             | Equipo                      | Sede    | Año  |
| ---------------------------------- | --------------------------- | ------- | ---- |
| Copa Mundial Sub-20                | Selección de Francia sub-20 | Turquía | 2013 |
| Copa Mundial de Fútbol             | Selección de Francia        | Rusia   | 2018 |
| Liga Europa Conferencia de la UEFA | West Ham United F. C.       | Praga   | 2023 |